# Kazakstans herrlandslag i ishockey
Kazakstans herrlandslag i ishockey representerar Kazakstan i ishockey för herrar. Första matchen spelades den 14 april 1992 i Sankt Petersburg, och vanns med 5-1 mot Ukraina .
Kazakstan spelade sitt första OS 1998 och sitt första A-VM 1998. Kazakstan hade (2013) 4 324 licensierade ishockeyspelare.
Spelarna består till största delen av etniska ryssar och nästan alla kommer från staden Ust-Kamenogorsk som är centrum för ishockeyn i Kazakstan.

## Profiler
- Boris Aleksandrov
- Nikolaj Antropov
- Vitali Kolesnik
- Vitali Yeremeyev

## OS-turneringar
- 1992 - OS i Albertville, Frankrike - deltog ej
- 1994 - OS i Lillehammer, Norge - deltog ej
- 1998 - OS i Nagano, Japan - åtta
- 2002 - OS i Salt Lake City, USA - kvalificerade sig inte
- 2006 - OS i Turin, Italien - nia
- 2010 - OS i Vancouver, Kanada - kvalificerade sig inte
- 2014 - OS i Sotji, Ryssland - kvalificerade sig inte

## VM-turneringar
- 1993 - C-VM kval i Vitryssland - tvåa, 2 matcher, 1 seger, 0 oavgjorda, 1 förlust, 6 gjorda mål, 7 insläppta mål, 2 poäng.
- 1993 - C-VM i Slovenien - trea (brons), 7 matcher, 5 segrar, 0 oavgjorda, 2 förluster, 85 gjorda mål, 12 insläppta mål, 10 poäng.
- 1994 - C-VM i Slovakien - fyra, 7 matcher, 3 segrar, 1 oavgjord, 3 förluster, 37 gjorda mål, 38 insläppta mål, 7 poäng.
- 1995 - C-VM i Bulgarien - tvåa (silver), 4 matcher, 2 segrar, 1 oavgjord, 1 förlust, 23 gjorda mål, 5 insläppta mål, 5 poäng.
- 1996 - C-VM i Slovenien - etta (guld), 7 matcher, 6 segrar, 0 oavgjorda, 1 förlust, 51 gjorda mål, 10 insläppta mål, 12 poäng.
- 1997 - B-VM i Polen - tvåa (silver), 7 matcher, 5 segrar, 1 oavgjord, 1 förlust, 31 gjorda mål, 21 insläppta mål, 11 poäng.
- 1998 - A-VM kval i Österrike - etta, 3 matcher, 2 segrar, 0 oavgjorda, 1 förlust, 12 gjorda mål, 7 insläppta mål, 4 poäng.
- 1998 - A-VM i Schweiz - femtonde (näst sist), 3 matcher, 0 segrar, 0 oavgjorda, 3 förluster, 6 gjorda mål, 18 insläppta mål, 0 poäng.
- 1999 - A-VM kval i Österrike - trea, 3 matcher, 1 seger, 0 oavgjorda, 2 förluster, 10 gjorda mål, 9 insläppta mål, 2 poäng.
- 1999 - B-VM i Danmark - trea (brons), 7 matcher, 5 segrar, 0 oavgjorda, 2 förluster, 25 gjorda mål, 11 insläppta mål, 10 poäng.
- 2000 - A-VM kval i Storbritannien - fyra (sist), 3 matcher, 0 segrar, 1 oavgjord, 2 förluster, 6 gjorda mål, 10 insläppta mål, 1 poäng.
- 2000 - B-VM i Polen - tvåa (silver), 7 matcher, 5 segrar, 0 oavgjorda, 2 förluster, 30 gjorda mål, 22 insläppta mål, 10 poäng.
- 2001 - VM Division I i Slovenien - trea (brons), 5 matcher, 3 segrar, 0 oavgjorda, 2 förluster, 35 gjorda mål, 21 insläppta mål, 6 poäng.
- 2002 - VM Division I i Nederländerna - trea (brons), 5 matcher, 3 segrar, 0 oavgjorda, 2 förluster, 30 gjorda mål, 14 insläppta mål, 6 poäng.
- 2003 - VM Division I i Ungern - etta (guld), 5 matcher, 5 segrar, 0 oavgjorda, 0 förluster, 34 gjorda mål, 9 insläppta mål, 10 poäng.
- 2004 - VM i Tjeckien - trettonde, 6 matcher, 1 seger, 2 oavgjorda, 3 förluster, 15 gjorda mål, 19 insläppta mål, 4 poäng.
- 2005 - VM i Österrike - tolva, 6 matcher, 1 seger, 0 oavgjorda, 5 förluster, 5 gjorda mål, 12 insläppta mål, 2 poäng.
- 2006 - VM i Lettland - femtonde (näst sist), 6 matcher, 1 seger, 0 oavgjorda, 5 förluster, 11 gjorda mål, 29 insläppta mål, 2 poäng.
- 2007 - VM Division I i Kina - trea (brons), 5 matcher, 3 segrar, 2 förluster, 0 sudden deaths-/straffläggningssegrar, 0 sudden deaths-/straffläggningsförluster, 22 gjorda mål, 11 insläppta mål, 9 poäng.
- 2008 - VM Division I i Österrike - tvåa (silver), 5 matcher, 3 segrar, 1 förlust, 1 sudden deaths-/straffläggningsseger, 0 sudden deaths-/straffläggningsförluster, 21 gjorda mål, 12 insläppta mål, 11 poäng.
- 2009 - VM Division I i Litauen - etta (guld), 5 matcher, 5 segrar, 0 förluster, 0 sudden deaths-/straffläggningssegrar, 0 sudden deaths-/straffläggningsförluster, 29 gjorda mål, 6 insläppta mål, 15 poäng.
- 2010 - VM i Tyskland - sextonde (sist), 6 matcher, 0 segrar, 6 förluster, 0 sudden deaths-/straffläggningssegrar, 0 sudden deaths-/straffläggningsförluster, 8 gjorda mål, 31 insläppta mål, 0 poäng.
- 2011 - VM Division I i Ukraina - etta (guld), 5 matcher, 4 segrar, 0 förluster, 1 sudden deaths-/straffläggningsseger, 0 sudden deaths-/straffläggningsförluster, 21 gjorda mål, 6 insläppta mål, 14 poäng.
- 2012 - VM i Finland/Sverige - sextonde (sist), 7 matcher, 0 segrar, 6 förluster, 0 sudden deaths-/straffläggningsegrar, 1 sudden deaths-/straffläggningsförlust, 11 gjorda mål, 33 insläppta mål, 1 poäng.
- 2013 - VM Division I Grupp A i Ungern - etta (guld), 5 matcher, 4 segrar, 1 förlust, 0 sudden deaths-/straffläggningsegrar, 0 sudden deaths-/straffläggningsförluster, 18 gjorda mål, 6 insläppta mål, 12 poäng.
- 2014 - VM i Vitryssland - sextonde (sist), 7 matcher, 0 segrar, 5 förluster, 0 sudden deaths-/straffläggningsegrar, 2 sudden deaths-/straffläggningsförluster, 16 gjorda mål, 32 insläppta mål, 2 poäng.
- 2015 - VM Division I Grupp A i Polen - etta (guld), 5 matcher, 5 segrar, 0 förluster, 0 sudden deaths-/straffläggningsegrar, 0 sudden deaths-/straffläggningsförluster, 23 gjorda mål, 6 insläppta mål, 15 poäng.
- 2016 - VM i Ryssland - sextonde (sist), 7 matcher, 0 segrar, 6 förluster, 1 sudden deaths-/straffläggningseger, 0 sudden deaths-/straffläggningsförluster, 15 gjorda mål, 28 insläppta mål, 2 poäng.
- 2017 - VM Division I Grupp A i Ukraina - trea (brons), 5 matcher, 3 segrar, 1 förlust, 1 sudden deaths-/straffläggningseger, 0 sudden deaths-/straffläggningsförluster, 13 gjorda mål, 10 insläppta mål, 11 poäng.

## VM-statistik

### 1993-2006
| VM-Turneringar    | Matcher | Segrar | Oavgjorda | Förluster | Gjorda mål | Insläppta mål | Poäng |
| ----------------- | ------- | ------ | --------- | --------- | ---------- | ------------- | ----- |
| A-VM              | 21      | 3      | 2         | 16        | 37         | 78            | 8     |
| B-VM/Division I   | 36      | 26     | 1         | 9         | 185        | 98            | 53    |
| C-VM/Division II  | 25      | 16     | 2         | 7         | 196        | 65            | 34    |
| D-VM/Division III | 0       | 0      | 0         | 0         | 0          | 0             | 0     |

### 2007-
| VM-Turneringar | Matcher | Segrar | Förluster | Sudden deaths-/Straffläggningssegrar | Sudden deaths-/Straffläggningsförluster | Gjorda mål | Insläppta mål | Poäng |
| -------------- | ------- | ------ | --------- | ------------------------------------ | --------------------------------------- | ---------- | ------------- | ----- |
| VM             | 27      | 0      | 23        | 1                                    | 3                                       | 50         | 124           | 5     |
| Division I     | 35      | 27     | 5         | 3                                    | 0                                       | 147        | 57            | 87    |
| Division II    | 0       | 0      | 0         | 0                                    | 0                                       | 0          | 0             | 0     |
| Division III   | 0       | 0      | 0         | 0                                    | 0                                       | 0          | 0             | 0     |

- ändrat poängsystem efter VM 2006, där seger ger 3 poäng istället för 2 och att matcherna får avgöras genom sudden death (övertid) och straffläggning vid oavgjort resultat i full tid. Vinnaren får där 2 poäng, förloraren 1 poäng.